# WV25
A WV25, no Vale dos Reis em Egito, é uma tumba real não terminada e não decorada, construída no final da décima oitava dinastia, possivelmente para Aquenáton.
Durante o Terceiro Período Intermediário (dinastias XXI e XXII) a tumba foi reutilizada para o sepultamento de oito múmias. Se nenhum sepultamento anterior ocorreu, possivelmente os objetos da décima oitava dinastia foram introduzidos nesse período. Este material sanha, presumivelmente, da KV23. A tumba permaneceu intacta desde então até a sua descoberta por Giovanni Battista Belzoni em 1817. Em 1972 e 1973 a tumba foi re-escavada por uma expedição da Universidade de Minnesota dirigida por Otto J. Schaden.